# Fernando de la Rúa
Fernando de la Rúa (Córdoba, 1937. szeptember 15. – Belén de Escobar, 2019. július 9.) argentin politikus, aki 1999. december 10. – 2001. december 21. között Argentína elnöke volt.

## Elnöksége
Elnöksége alatt többször cserélődött a gazdasági miniszter, míg De la Rúa Domingo Cavallo személyében egy korábbi peronistát, a peso 1:1 arányban a dollárhoz való kötés szellemi atyját hívta meg erre a posztra. Cavallo az argentin válság csúcspontján 2001 végén valamennyi bankszámla befagyasztására az úgynevezett („Corralito“)-ra kényszerült, mely a nép soraiban felháborodást váltott ki, mely elsősorban az úgynevezett Cacerolazos–okban (ők csapatokba verődve kanalakkal és fazekakkal csaptak zajt az utcákon) jutott kifejezésre. Ezen túl 2001 végén Buenos Airesben és környékén a munkanélküliek tömeges fosztogatásokba kezdtek. Ennek hatására de la Rúa szükségállapotot vezetett be.

## Lemondása és politikai öröksége
De la Rúa végül 2001. december 21-én lemondott, és egy helikopteren elmenekült az elnöki palotából, miután a tüntetők és a rendőrség erőszakos összecsapásaiban több mint 27 ember életét vesztette. Utóda Adolfo Rodríguez Saá lett, ám mindössze egy hétig maradt hivatalában, az ország gazdaságilag összeomlott, és politikai káoszba süllyedt.
2008-ban korrupció vádjával eljárást indítottak ellene Argentínában. A vádak alól 2013 végén felmentették.

## Fordítás
- Ez a szócikk részben vagy egészben  a    Fernando de la Rúa című német Wikipédia-szócikk fordításán alapul.  Az eredeti cikk szerkesztőit annak laptörténete sorolja fel. Ez a jelzés csupán a megfogalmazás eredetét és a szerzői jogokat jelzi, nem szolgál a cikkben szereplő információk forrásmegjelöléseként.